# Osman Kozlić
Osman ef. Kozlić (Zenica, 14. kolovoza 1966.) bošnjački je teolog, bivši muftija Mešihata Islamske zajednice Bošnjaka u Zapadnoj Europi. Prije toga bio je muftija banjalučki.

## Životopis
Osman ef. Kozlić je rođen u Zenici, 14. kolovoza 1966. godine. U Sarajevu je završio Gazi Husrev-begovu medresu 1985. godine, a Fakultet šerijatskog prava na Sveučilištu El-Emir Abdul-Kadir za islamske studije u Constantine 1992. godine. Magistrirao je na Sveučilištu Muhamed V., odnosno na Filozofskom fakultetu u Rabatu, odsjek islamske znanosti 1997. godine. Doktorirao je na Fakultetu islamskih znanosti u Sarajevu 2013. godine.
U periodu od 1997. do 1998. godine je radio kao imam u Tuzli, a od 1998 do. 1999. godine kao profesor predmeta Fikh i Hadis u Behram- begovoj medresi u Tuzli. Od 2001. godine je član Ustavnog suda Islamske zajednice u Bosni i Hercegovini, a 2008. godine je izabran za predsjednika Ustavnog suda Islamske zajednice u Bosni i Hercegovini. Godine 2014. je imenovan muftijom banjalučkim i u njegovom mandatu je otvorena obnovljena Ferhadija džamija u Banjoj Luci, te postavljen kamen temeljac za obnovu 
Arnaudije džamije u tom gradu. Godine 2018. reis-ul-ulema Husein ef. Kavazović ga imenuje za glavnog imama u Njemačkoj, te prvog muftiju novoosnovanog Mešihata Islamske zajednice Bošnjaka u Zapadnoj Europi. Na tim dužnostima se nalazio do 2020. kada ga je s tih dužnosti razrješio reis-ul-ulema Husein ef. Kavazović. Razlozi za njegovo razješenje su propusti u radu koje je napravio dok je obavljao dužnost banjalučkog muftije. Ti propusti su uzrokovali ozbiljnu materijalnu štetu na imovini muftiluka i medžlisa Islamske zajednice u Banjoj Luci, što je opredijelilo reis-ul-ulemu da donese odluku o razrješenju.
Osman ef. Kozlić govori arapski i engleski jezik. Služi se francuskim i španjolskim jezikom.

## Vanjske poveznice
- Osman ef. Kozlić  Arhivirana inačica izvorne stranice od 20. listopada 2019. (Wayback Machine)